# The Vikings (computerspel)
The Vikings  is een computerspel dat werd uitgebracht door Status Software. Het spel kwam in 1986 uit voor de Amstrad CPC en in 1987 voor de Commodore 64. Het spel voor de Commodore 64 werd ontwikkeld door Søren Grønbech. Het spel is een multidirectioneel scrolling Shoot 'em up in het Engels. Het speelveld wordt met bovenaanzicht getoond.

## Platforms
| Jaar | Platform     |
| ---- | ------------ |
| 1986 | Amstrad CPC  |
| 1987 | Commodore 64 |